# فهرست منابع غذایی دارای کالری
فهرست زیر شامل میزان کالری درون منابع غذایی در گوشت و اعضای خوراکی در ردهٔ گاو، گوساله، بره، مرغ، ماکیان (به غیر از مرغ)، آبزیان و همچنین گروه‌های روغن و چربی، لبنیات و مواد غیرلبنی مشابه، تخم ماکیان، خشکبار، حبوبات، غلات، میوه، سبزی و صیفی‌جات، نان و ادویه می‌باشد. مقادیر واقعی کالری در مواد غذایی همانند نان که در کارخانه‌های مختلف یا مشاغل مرتبط در سراسر جهان تولید می‌شود، به دلیل پارامترهای تأثیرگذار متغیر در تولید محصول، احتمال دارد دارای مغایرت‌های قابل توجهی با مقادیر ذکر شده در جدول باشند. مقادیر موجود در جداول بر اساس زیاد به کم فهرست‌بندی شده‌است. لازم به یادآوری است که واژه کیلوکالری که برای اندازه‌گیری واحد انرژی در جداول ذکر گردیده‌است معادل واژه کالری غذایی می‌باشد، استفاده از واژه کالری برای نام بردن از انرژی درون مواد غذایی بین مردم رایج است.
جداول زیر دارای داده‌های متغیر می‌باشد، بدین مفهوم که با گذر زمان ممکن است داده‌هایی به جدول گروه مواد خوراکی، اضافه شده یا حذف گردد لذا در هیچ زمانی نمی‌توان این مقاله را یک مقاله کامل شده قلمداد کرد.

## گاو

برش گوشت گاو در آمریکا

| ماده غذایی (۱۰۰ گرم)                                                                       | انرژی (کیلوکالری) |
| ------------------------------------------------------------------------------------------ | ----------------- |
| دنده، دنده‌های کوتاه، با چربی قابل دید، پخته به روش تفت‌آب‌پزی                                | ۴۷۱               |
| دنده، دنده‌های کوتاه، بدون چربی قابل دید، پخته به روش تفت‌آب‌پزی                              | ۲۹۵               |
| سرسینه کامل، با چربی قابل دید، تمام گریدها، پخته به روش تفت‌آب‌پزی                           | ۲۹۱               |
| زبان، پخته به روش آرام‌پز                                                                   | ۲۸۴               |
| چرخکرده، فرم همبرگری، ۷۰ درصد گوشت ۳۰ درصد چربی، پخته با حرارت مستقیم                      | ۲۷۷               |
| قلوه‌گاه، استیک، با چربی قابل دید، پخته به روش تفت‌آب‌پزی                                     | ۲۶۳               |
| قلوه‌گاه، استیک، بدون چربی قابل دید، پخته به روش تفت‌آب‌پزی                                   | ۲۳۷               |
| گردن، زیر کتف، بدون استخوان، با چربی قابل دید، تمام گریدها، پخته به روش کبابی گریل شده     | ۲۲۷               |
| بالاران، قسمت پایین، استیک، با چربی قابل دید، تمام گریدها، پخته به روش تفت‌آب‌پزی            | ۲۲۳               |
| سرسینه کامل، بدون چربی قابل دید، تمام گریدها، پخته به روش تفت‌آب‌پزی                         | ۲۱۸               |
| بالاران، قسمت پایین، استیک، بدون چربی قابل دید، تمام گریدها، پخته به روش تفت‌آب‌پزی          | ۲۱۴               |
| تاپ سیرلوین، استیک، با چربی قابل دید، پخته با حرارت مستقیم                                 | ۲۱۲               |
| کمر، استیک فیله، بدون استخوان، با چربی قابل دید، تمام گریدها، پخته به روش کبابی گریل شده   | ۲۱۱               |
| قلوه‌گاه، استیک، با چربی قابل دید، پخته با حرارت مستقیم                                     | ۲۰۲               |
| کمر، استیک فیله، بدون استخوان، بدون چربی قابل دید، تمام گریدها، پخته به روش کبابی گریل شده | ۱۹۸               |
| مغز، پخته به روش سرخ‌شده در تابه                                                            | ۱۹۶               |
| جگر، پخته به روش تفت‌آب‌پزی                                                                  | ۱۹۱               |
| بالاران، قسمت پایین، با چربی قابل دید، تمام گریدها، پخته به روش برشته‌پزی                   | ۱۸۷               |
| تاپ سیرلوین، استیک، بدون چربی قابل دید، پخته با حرارت مستقیم                               | ۱۸۳               |
| قلوه‌گاه، استیک، بدون چربی قابل دید، پخته با حرارت مستقیم                                   | ۱۷۸               |
| بالاران، قسمت پایین، بدون چربی قابل دید، تمام گریدها، پخته به روش برشته‌پزی                 | ۱۷۷               |
| جگر، پخته به روش سرخ‌شده در تابه                                                            | ۱۷۵               |
| دل، پخته به روش آرام‌پز                                                                     | ۱۶۵               |
| قلوه، پخته به روش آرام‌پز                                                                   | ۱۵۸               |
| مغز، پخته به روش آرام‌پز                                                                    | ۱۵۱               |
| جگر سفید، پخته به روش تفت‌آب‌پزی                                                             | ۱۲۰               |

## گوساله
| ماده غذایی (۱۰۰ گرم)                                                                  | انرژی (کیلوکالری) |
| ------------------------------------------------------------------------------------- | ----------------- |
| کمر، با چربی قابل دید، پخته به روش تفت‌آب‌پزی                                           | ۲۸۴               |
| سینه کامل، بدون استخوان، با چربی قابل دید، پخته به روش تفت‌آب‌پزی                       | ۲۶۶               |
| راسته، با چربی قابل دید، پخته به روش تفت‌آب‌پزی                                         | ۲۵۲               |
| دنده، با چربی قابل دید، پخته به روش تفت‌آب‌پزی                                          | ۲۵۱               |
| شانه، بازو، با چربی قابل دید، پخته به روش تفت‌آب‌پزی                                    | ۲۳۶               |
| شانه کامل (بازو و کتف)، باچربی قابل دید، پخته به روش تفت‌آب‌پزی                         | ۲۲۸               |
| دنده، با چربی قابل دید، پخته به روش برشته‌پزی                                          | ۲۲۸               |
| کمر، بدون چربی قابل دید، پخته به روش تفت‌آب‌پزی                                         | ۲۲۶               |
| شانه، کتف، با چربی قابل دید، پخته به روش تفت‌آب‌پزی                                     | ۲۲۵               |
| دنده، بدون چربی قابل دید، پخته به روش تفت‌آب‌پزی                                        | ۲۱۸               |
| سینه کامل، بدون استخوان، بدون چربی قابل دید، پخته به روش تفت‌آب‌پزی                     | ۲۱۸               |
| کمر، با چربی قابل دید، پخته به روش برشته‌پزی                                           | ۲۱۷               |
| چرخکرده، پخته به روش سرخ‌شده در تابه                                                   | ۲۱۵               |
| مغز، پخته به روش سرخ‌شده در تابه                                                       | ۲۱۳               |
| پا (بخش داخلی پای عقب)، با چربی قابل دید، پخته به روش سرخ شده در تابه (سوخاری نشده)   | ۲۱۱               |
| پا (بخش داخلی پای عقب)، با چربی قابل دید، پخته به روش تفت‌آب‌پزی                        | ۲۱۱               |
| راسته، بدون چربی قابل دید، پخته به روش تفت‌آب‌پزی                                       | ۲۰۴               |
| پا (بخش داخلی پای عقب)، بدون چربی قابل دید، پخته به روش تفت‌آب‌پزی                      | ۲۰۳               |
| راسته، با چربی قابل دید، پخته به روش برشته‌پزی                                         | ۲۰۲               |
| زبان، پخته به روش تفت‌آب‌پزی                                                            | ۲۰۲               |
| شانه، بازو، بدون چربی قابل دید، پخته به روش تفت‌آب‌پزی                                  | ۲۰۱               |
| شانه کامل (بازو و کتف)، بدون چربی قابل دید، پخته به روش تفت‌آب‌پزی                      | ۱۹۹               |
| شانه، کتف، بدون چربی قابل دید، پخته به روش تفت‌آب‌پزی                                   | ۱۹۸               |
| جگر، پخته به روش سرخ‌شده در تابه                                                       | ۱۹۳               |
| جگر، پخته به روش تفت‌آب‌پزی                                                             | ۱۹۲               |
| ماهیچه (جلو و عقب)، با چربی قابل دید، پخته به روش تفت‌آب‌پزی                            | ۱۹۱               |
| دل، پخته به روش تفت‌آب‌پزی                                                              | ۱۸۶               |
| شانه، کتف، با چربی قابل دید، پخته به روش برشته‌پزی                                     | ۱۸۶               |
| شانه کامل (بازو و کتف)، با چربی قابل دید، پخته به روش برشته‌پزی                        | ۱۸۴               |
| شانه، بازو، با چربی قابل دید، پخته به روش برشته‌پزی                                    | ۱۸۳               |
| پا (بخش داخلی پای عقب)، بدون چربی قابل دید، پخته به روش سرخ شده در تابه (سوخاری نشده) | ۱۸۳               |
| دنده، بدون چربی قابل دید، پخته به روش برشته‌پزی                                        | ۱۷۷               |
| ماهیچه (جلو و عقب)، بدون چربی قابل دید، پخته به روش تفت‌آب‌پزی                          | ۱۷۷               |
| کمر، بدون چربی قابل دید، پخته به روش برشته‌پزی                                         | ۱۷۵               |
| چرخکرده، پخته با حرارت مستقیم                                                         | ۱۷۲               |
| شانه، کتف، بدون چربی قابل دید، پخته به روش برشته‌پزی                                   | ۱۷۱               |
| شانه کامل (بازو و کتف)، بدون چربی قابل دید، پخته به روش برشته‌پزی                      | ۱۷۰               |
| راسته، بدون چربی قابل دید، پخته به روش برشته‌پزی                                       | ۱۶۸               |
| شانه، بازو، بدون چربی قابل دید، پخته به روش برشته‌پزی                                  | ۱۶۴               |
| قلوه، پخته به روش تفت‌آب‌پزی                                                            | ۱۶۳               |
| پا (بخش داخلی پای عقب)، با چربی قابل دید، پخته به روش برشته‌پزی                        | ۱۶۰               |
| پا (بخش داخلی پای عقب)، بدون چربی قابل دید، پخته به روش برشته‌پزی                      | ۱۵۰               |
| مغز، پخته به روش تفت‌آب‌پزی                                                             | ۱۳۶               |
| جگر سفید، پخته به روش تفت‌آب‌پزی                                                        | ۱۰۴               |

## بره

برش گوشت گوسفند در بریتانیا

| ماده غذایی (۱۰۰ گرم)                                                              | انرژی (کیلوکالری) |
| --------------------------------------------------------------------------------- | ----------------- |
| دنده، با چربی قابل دید، پخته با حرارت مستقیم                                      | ۳۶۱               |
| دنده، با چربی قابل دید، پخته به روش برشته‌پزی                                      | ۳۵۹               |
| شانه، بازو، با چربی قابل دید، پخته به روش تفت‌آب‌پزی                                | ۳۴۶               |
| شانه، کتف، با چربی قابل دید، پخته به روش تفت‌آب‌پزی                                 | ۳۴۵               |
| شانه کامل، با چربی قابل دید، پخته به روش تفت‌آب‌پزی                                 | ۳۴۴               |
| کمر، با چربی قابل دید، پخته با حرارت مستقیم                                       | ۳۱۶               |
| کمر، با چربی قابل دید، پخته به روش برشته‌پزی                                       | ۳۰۹               |
| شانه، کتف، بدون چربی قابل دید، پخته به روش تفت‌آب‌پزی                               | ۲۸۸               |
| چرخکرده، پخته با حرارت مستقیم                                                     | ۲۸۳               |
| شانه کامل، بدون چربی قابل دید، پخته به روش تفت‌آب‌پزی                               | ۲۸۳               |
| شانه، کتف، با چربی قابل دید، پخته به روش برشته‌پزی                                 | ۲۸۱               |
| شانه، بازو، بدون چربی قابل دید، پخته به روش تفت‌آب‌پزی                              | ۲۷۹               |
| شانه، بازو، با چربی قابل دید، پخته به روش برشته‌پزی                                | ۲۷۹               |
| شانه، کتف، با چربی قابل دید، پخته با حرارت مستقیم                                 | ۲۷۸               |
| شانه کامل، با چربی قابل دید، پخته با حرارت مستقیم                                 | ۲۷۸               |
| شانه کامل (کتف و بازو)، با چربی قابل دید، پخته به روش برشته‌پزی                    | ۲۷۶               |
| زبان، پخته به روش تفت‌آب‌پزی                                                        | ۲۷۵               |
| مغز، سرخ‌شده در تابه                                                               | ۲۷۳               |
| پا کامل (ران پای جلو و راسته)، با چربی قابل دید، پخته به روش برشته‌پزی             | ۲۵۸               |
| ران پای جلو، با چربی قابل دید، پخته به روش تفت‌آب‌پزی                               | ۲۴۳               |
| جگر، سرخ‌شده در تابه                                                               | ۲۳۸               |
| دنده، بدون چربی قابل دید، پخته با حرارت مستقیم                                    | ۲۳۵               |
| دنده، بدون چربی قابل دید، پخته به روش برشته‌پزی                                    | ۲۳۲               |
| تکه مکعبی برای خورش یا کباب (پا و شانه)، بدون چربی قابل دید، پخته به روش تفت‌آب‌پزی | ۲۲۳               |
| جگر، پخته به روش تفت‌آب‌پزی                                                         | ۲۲۰               |
| کمر، بدون چربی قابل دید، پخته با حرارت مستقیم                                     | ۲۱۶               |
| شانه، کتف، بدون چربی قابل دید، پخته با حرارت مستقیم                               | ۲۱۱               |
| شانه کامل (بازو و کتف)، بدون چربی قابل دید، پخته با حرارت مستقیم                  | ۲۱۰               |
| شانه، کتف، بدون چربی قابل دید، پخته به روش برشته‌پزی                               | ۲۰۹               |
| شانه کامل (کتف و بازو)، بدون چربی قابل دید، پخته به روش برشته‌پزی                  | ۲۰۴               |
| کمر، بدون چربی قابل دید، پخته به روش برشته‌پزی                                     | ۲۰۲               |
| شانه، بازو، بدون چربی قابل دید، پخته با حرارت مستقیم                              | ۲۰۰               |
| شانه، بازو، بدون چربی قابل دید، پخته به روش برشته‌پزی                              | ۱۹۲               |
| پا کامل (ران پای جلو و راسته)، بدون چربی قابل دید، پخته به روش برشته‌پزی           | ۱۹۱               |
| ران پای جلو، بدون چربی قابل دید، پخته به روش تفت‌آب‌پزی                             | ۱۸۷               |
| تکه مکعبی برای خورش یا کباب (پا و شانه)، بدون چربی قابل دید، پخته با حرارت مستقیم | ۱۸۶               |
| دل، پخته به روش تفت‌آب‌پزی                                                          | ۱۸۵               |
| مغز، پخته به روش تفت‌آب‌پزی                                                         | ۱۴۵               |
| قلوه، پخته به روش تفت‌آب‌پزی                                                        | ۱۳۷               |
| جگر سفید، پخته به روش تفت‌آب‌پزی                                                    | ۱۱۳               |

## مرغ

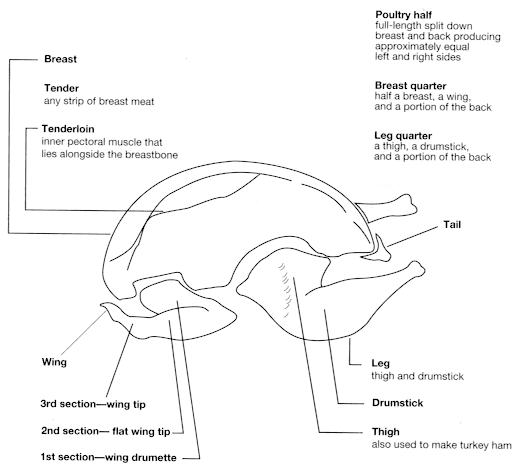
تقسیم‌بندی برش گوشت ماکیان طبق شیوه وزارت کشاورزی ایالات متحده آمریکا

| ماده غذایی (۱۰۰ گرم)                                                                   | انرژی (کیلوکالری) |
| -------------------------------------------------------------------------------------- | ----------------- |
| بال با پوست، جوجه گوشتی یا مرغ جوان مناسب سرخ کردن، پخته، سرخ شده با روکش خمیرابه      | ۳۲۴               |
| بال با پوست، جوجه گوشتی یا مرغ جوان مناسب سرخ کردن، پخته، سرخ شده با روکش آرد          | ۳۲۱               |
| مغز ران با پوست، جوجه گوشتی یا مرغ جوان مناسب سرخ کردن، پخته، سرخ شده با روکش خمیرابه  | ۲۷۷               |
| ران کامل با پوست، جوجه گوشتی یا مرغ جوان مناسب سرخ کردن، پخته، سرخ شده با روکش خمیرابه | ۲۷۳               |
| ساق ران با پوست، جوجه گوشتی یا مرغ جوان مناسب سرخ کردن، پخته، سرخ شده با روکش خمیرابه  | ۲۶۸               |
| مغز ران با پوست، جوجه گوشتی یا مرغ جوان مناسب سرخ کردن، پخته، سرخ شده با روکش آرد      | ۲۶۲               |
| سینه با پوست، جوجه گوشتی یا مرغ جوان مناسب سرخ کردن، پخته، سرخ شده با روکش خمیرابه     | ۲۶۰               |
| ران کامل با پوست، جوجه گوشتی یا مرغ جوان مناسب سرخ کردن، پخته، سرخ شده با روکش آرد     | ۲۵۴               |
| بال با پوست، جوجه گوشتی یا مرغ جوان مناسب سرخ کردن، پخته به روش برشته‌پزی               | ۲۵۴               |
| بال با پوست، جوجه گوشتی یا مرغ جوان مناسب سرخ کردن، پخته به روش خورش                   | ۲۴۹               |
| ساق ران با پوست، جوجه گوشتی یا مرغ جوان مناسب سرخ کردن، پخته، سرخ شده با روکش آرد      | ۲۴۵               |
| مغز ران با پوست، جوجه گوشتی یا مرغ جوان مناسب سرخ کردن، پخته به روش برشته‌پزی           | ۲۳۲               |
| مغز ران با پوست، جوجه گوشتی یا مرغ جوان مناسب سرخ کردن، پخته به روش خورش               | ۲۳۲               |
| سینه با پوست، جوجه گوشتی یا مرغ جوان مناسب سرخ کردن، پخته، سرخ شده با روکش آرد         | ۲۲۲               |
| ران کامل با پوست، جوجه گوشتی یا مرغ جوان مناسب سرخ کردن، پخته به روش خورش              | ۲۲۰               |
| مغز ران، فقط گوشت، جوجه گوشتی یا مرغ جوان مناسب سرخ کردن، پخته، سرخ شده                | ۲۱۸               |
| بال، فقط گوشت، جوجه گوشتی یا مرغ جوان مناسب سرخ کردن، پخته، سرخ شده                    | ۲۱۱               |
| ران کامل، فقط گوشت، جوجه گوشتی یا مرغ جوان مناسب سرخ کردن، پخته، سرخ شده               | ۲۰۸               |
| ساق ران با پوست، جوجه گوشتی یا مرغ جوان مناسب سرخ کردن، پخته به روش خورش               | ۲۰۴               |
| بال، فقط گوشت، جوجه گوشتی یا مرغ جوان مناسب سرخ کردن، پخته به روش برشته‌پزی             | ۲۰۳               |
| مغز ران، فقط گوشت، جوجه گوشتی یا مرغ جوان مناسب سرخ کردن، پخته به روش خورش             | ۱۹۵               |
| ساق ران با پوست، جوجه گوشتی یا مرغ جوان مناسب سرخ کردن، پخته به روش برشته‌پزی           | ۱۹۱               |
| سینه، فقط گوشت، جوجه گوشتی یا مرغ جوان مناسب سرخ کردن، پخته، سرخ‌شده                    | ۱۸۷               |
| ران کامل، فقط گوشت، جوجه گوشتی یا مرغ جوان مناسب سرخ کردن، پخته به روش خورش            | ۱۸۵               |
| دل، آرام‌پز                                                                             | ۱۸۵               |
| ران کامل با پوست، جوجه گوشتی یا مرغ جوان مناسب سرخ کردن، پخته به روش برشته‌پزی          | ۱۸۴               |
| سینه با پوست، جوجه گوشتی یا مرغ جوان مناسب سرخ کردن، پخته به روش خورش                  | ۱۸۴               |
| مغز ران، فقط گوشت، جوجه گوشتی یا مرغ جوان مناسب سرخ کردن، پخته به روش برشته‌پزی         | ۱۷۹               |
| ران کامل، فقط گوشت، جوجه گوشتی یا مرغ جوان مناسب سرخ کردن، پخته به روش برشته‌پزی        | ۱۷۴               |
| جگر، آرام‌پز                                                                            | ۱۶۷               |
| سینه، فقط گوشت، جوجه گوشتی یا مرغ جوان مناسب سرخ کردن، پخته به روش برشته‌پزی            | ۱۶۵               |
| سنگدان، آرام‌پز                                                                         | ۱۵۴               |
| سینه، فقط گوشت، جوجه گوشتی یا مرغ جوان مناسب سرخ کردن، پخته به روش خورش                | ۱۵۱               |
| سینه، فقط گوشت، جوجه گوشتی، پخته به روش باربیکیو با جوجه‌گردان                          | ۱۴۴               |

## ماکیان (به غیر از مرغ)
| ماده غذایی (۱۰۰ گرم)                             | انرژی (کیلوکالری) |
| ------------------------------------------------ | ----------------- |
| مرغابی اهلی، گوشت و پوست، پخته به روش برشته‌پزی   | ۳۳۷               |
| غاز اهلی، گوشت و پوست، پخته به روش برشته‌پزی      | ۳۰۵               |
| قرقاول، پخته                                     | ۲۳۹               |
| غاز اهلی، گوشت، پخته به روش برشته‌پزی             | ۲۳۸               |
| بوقلمون، بال، گوشت و پوست، پخته به روش برشته‌پزی  | ۲۲۹               |
| بلدرچین                                          | ۲۲۷               |
| بوقلمون، پا، گوشت و پوست، پخته به روش برشته‌پزی   | ۲۰۸               |
| بوقلمون، چرخ‌کرده، پخته                           | ۲۰۳               |
| مرغابی اهلی، گوشت، پخته به روش برشته‌پزی          | ۲۰۱               |
| بوقلمون، جگر، پخته به روش آرام‌پز                 | ۱۸۹               |
| بوقلمون، سینه، گوشت و پوست، پخته به روش برشته‌پزی | ۱۸۹               |
| بوقلمون، دل، پخته به روش آرام‌پز                  | ۱۷۴               |
| شترمرغ، قسمت استریپ (strip) داخلی، پخته          | ۱۶۴               |
| شترمرغ، قسمت صدفی، پخته                          | ۱۵۹               |
| شترمرغ، قسمت استریپ بیرونی، پخته                 | ۱۵۶               |
| بوقلمون، سنگدان، پخته به روش آرام‌پز              | ۱۵۵               |
| شترمرغ، قسمت تاپ لوین، پخته                      | ۱۵۵               |
| بوقلمون، گوشت سفید، پخته به روش برشته‌پزی         | ۱۴۷               |
| شترمرغ، قسمت تیپ (tip) با حذف چربی‌ها، پخته       | ۱۴۵               |
| شترمرغ، قسمت داخلی پا، پخته                      | ۱۴۱               |

## آبزیان
| ماده غذایی (۱۰۰ گرم)                                    | انرژی (کیلوکالری) |
| ------------------------------------------------------- | ----------------- |
| خاویار، سیاه و قرمز، دانه‌دانه                           | ۲۶۴               |
| ماهی خال‌خالی، پخته تحت حرارت خشک                        | ۲۶۲               |
| شبدیزماهی، پخته تحت حرارت خشک                           | ۲۵۰               |
| سالمون جویبار، پخته تحت حرارت خشک                       | ۲۳۱               |
| شوریده اطلسی، سرخ شده با لایه آرد                       | ۲۲۱               |
| ساردین آتلانتیک، کنسرو در روغن، بااستخوان               | ۲۰۸               |
| سالمون آتلانتیک، پرورشی، پخته تحت حرارت خشک             | ۲۰۶               |
| شاه‌ماهی اطلسی، پخته تحت حرارت خشک                       | ۲۰۳               |
| تن نوع لایت، کنسرو شده در روغن                          | ۱۹۸               |
| تن، سفید، کنسرو شده در روغن                             | ۱۸۶               |
| سالمون کوهو، وحشی (غیر پرورشی)، پخته تحت حرارت مرطوب    | ۱۸۴               |
| تن باله آبی، پخته تحت حرارت خشک                         | ۱۸۴               |
| سالمون آتلانتیک، وحشی (غیر پرورشی)، پخته تحت حرارت خشک  | ۱۸۲               |
| سالمون کوهو پرورشی، پخته تحت حرارت خشک                  | ۱۷۸               |
| شمشیرماهی، پخته تحت حرارت خشک                           | ۱۷۲               |
| قزل‌آلای رنگین‌کمان پرورشی، پخته تحت حرارت خشک            | ۱۶۸               |
| کپور، پخته تحت حرارت خشک                                | ۱۶۲               |
| سالمون صورتی، پخته تحت حرارت خشک                        | ۱۵۳               |
| قزل‌آلای رنگین‌کمان وحشی (غیر پرورشی)، پخته تحت حرارت خشک | ۱۵۰               |
| کفال راه‌راه (کفال خاکستری)، پخته تحت حرارت خشک          | ۱۵۰               |
| صدف دوکفه‌ای، پخته تحت حرارت مرطوب، با ادویه مخلوط شده   | ۱۴۸               |
| کاشی‌ماهی، پخته تحت حرارت خشک                            | ۱۴۷               |
| سالمون کوهو وحشی (غیر پرورشی)، پخته تحت حرارت خشک       | ۱۳۹               |
| حلزون خام                                               | ۱۳۷               |
| خوش‌گوشت، پخته تحت حرارت خشک                             | ۱۳۵               |
| خاویاری، پخته تحت حرارت خشک، با ادویه مخلوط شده         | ۱۳۵               |
| هوور مسقطی، پخته تحت حرارت خشک                          | ۱۳۲               |
| تن زرد باله، پخته تحت حرارت خشک                         | ۱۳۰               |
| سرخو، با ادویه مخلوط شده، پخته تحت حرارت خشک            | ۱۲۸               |
| تیلاپیا، پخته تحت حرارت خشک                             | ۱۲۸               |
| سیمین‌ماهی رنگین‌کمان، پخته تحت حرارت خشک                 | ۱۲۴               |
| خارماهی نواری، پخته تحت حرارت خشک                       | ۱۲۴               |
| میگو، پخته تحت حرارت مرطوب، با ادویه مخلوط شده          | ۱۱۹               |
| ذغال ماهی آتلانتیک، پخته تحت حرارت خشک                  | ۱۱۸               |
| هامور، پخته تحت حرارت خشک، با ادویه مخلوط شده           | ۱۱۸               |
| خرچنگ کوئین (queen)، پخته تحت حرارت مرطوب               | ۱۱۵               |
| اردک‌ماهی شمالی، پخته تحت حرارت خشک                      | ۱۱۳               |
| لوزی‌ماهی اطلس، پخته تحت حرارت خشک                       | ۱۱۱               |
| خرچنگ دانجنس، پخته تحت حرارت مرطوب                      | ۱۱۰               |
| کاد آتلانتیک، پخته تحت حرارت خشک                        | ۱۰۵               |
| صدف چروک شرقی، وحشی (غیر پرورشی)، پخته تحت حرارت مرطوب  | ۱۰۲               |
| خرچنگ آلاسکا کینگ (Alaska king)، پخته تحت حرارت مرطوب   | ۹۷                |
| روغن‌ماهی کوچک، پخته تحت حرارت خشک                       | ۹۰                |
| لابستر شمالی، پخته تحت حرارت مرطوب                      | ۸۹                |
| کفشک‌ماهی (گونه‌های کفشک و ماهی حلوا)، پخته تحت حرارت خشک | ۸۶                |
| صدف چروک شرقی، وحشی (غیر پرورشی)، پخته تحت حرارت خشک    | ۷۹                |
| صدف چروک شرقی، پرورشی، پخته تحت حرارت خشک               | ۷۹                |

## روغن و چربی
| ماده غذایی (۱۰۰ گرم)                                         | انرژی (کیلوکالری) |
| ------------------------------------------------------------ | ----------------- |
| چربی خوک                                                     | ۹۰۲               |
| پیه گاو                                                      | ۹۰۲               |
| پیه گوسفند                                                   | ۹۰۲               |
| روغن جگر ماهی                                                | ۹۰۲               |
| روغن ماهی سالمون                                             | ۹۰۲               |
| روغن ماهی ساردین                                             | ۹۰۲               |
| روغن شاه‌ماهی                                                 | ۹۰۲               |
| روغن ذرت، مخصوص سالاد یا پخت‌وپز                              | ۹۰۰               |
| چربی مرغ                                                     | ۹۰۰               |
| روغن نارگیل                                                  | ۸۹۲               |
| روغن زیتون، مخصوص سالاد یا پخت‌وپز                            | ۸۸۴               |
| روغن پالم                                                    | ۸۸۴               |
| روغن کنجد، مخصوص سالاد یا پخت‌وپز                             | ۸۸۴               |
| روغن آفتابگردان، لینولئیک (کمتر از ۶۰ درصد)                  | ۸۸۴               |
| روغن آفتابگردان، لینولئیک متوسط (حدود ۶۵ درصد)               | ۸۸۴               |
| روغن آفتابگردان، لینولئیک بالا (بیش از ۷۰ درصد)              | ۸۸۴               |
| روغن پنبه‌دانه، مخصوص سالاد یا پخت‌وپز                         | ۸۸۴               |
| روغن گلرنگ، مخصوص سالاد یا پخت‌وپز، لینولئیک (بیش از ۷۰ درصد) | ۸۸۴               |
| روغن هسته انگور                                              | ۸۸۴               |
| روغن گردو                                                    | ۸۸۴               |
| روغن بادام                                                   | ۸۸۴               |
| کره کاکائو                                                   | ۸۸۴               |
| روغن هسته زردآلو                                             | ۸۸۴               |
| روغن فندق                                                    | ۸۸۴               |
| روغن کانولا                                                  | ۸۸۴               |
| روغن جو دوسر                                                 | ۸۸۴               |
| روغن سبوس برنج                                               | ۸۸۴               |
| روغن جوانۀ گندم                                              | ۸۸۴               |
| روغن بادام زمینی، مخصوص سالاد یا پخت‌وپز                      | ۸۸۴               |
| روغن سویا، مخصوص سالاد یا پخت‌وپز                             | ۸۸۴               |
| روغن خردل                                                    | ۸۸۴               |
| روغن هسته پالم                                               | ۸۶۲               |

## لبنیات و مواد غیرلبنی مشابه
| ماده غذایی (۱۰۰ گرم)                                                   | انرژی (کیلوکالری) |
| ---------------------------------------------------------------------- | ----------------- |
| کره بی نمک                                                             | ۷۱۷               |
| مایه جایگزین خامه، لایت                                                | ۷۱۷               |
| کره تخمه آفتابگردان، دارای نمک                                         | ۶۱۷               |
| کره بادام، ساده، دارای نمک                                             | ۶۱۴               |
| کره بادام زمینی، نوع نرم، دارای نمک                                    | ۵۹۸               |
| ارده، از دانه‌های برشته شده و تفت داده شده (بیشتریت نوع مصرفی)          | ۵۹۵               |
| کره بادام زمینی، دارای تکه‌های خرد شده ریز، دارای نمک                   | ۵۸۹               |
| پودر جایگزین خامه                                                      | ۵۲۹               |
| شیر کامل، خشک (پودر)، بدون افرودنی ویتامین دی                          | ۴۹۶               |
| شیر کامل، خشک (پودر)، غنی شده با ویتامین دی                            | ۴۹۶               |
| پنیر پارمسان کم سدیم                                                   | ۴۵۱               |
| پنیر پارمسان رنده شده                                                  | ۴۲۰               |
| پنیر چدار                                                              | ۴۰۳               |
| پنیر سوئیسی                                                            | ۳۹۳               |
| پنیر پارمسان سفت                                                       | ۳۹۲               |
| پنیر رومانو                                                            | ۳۸۷               |
| پنیر زیره                                                              | ۳۷۶               |
| پنیر سوئیسی کم سدیم                                                    | ۳۷۴               |
| پنیر آمریکایی پاستوریزه بدون ویتامین دی افزودنی                        | ۳۷۱               |
| شیر بدون چربی، خشک (پودر)، معمولی، بدون افرودنی ویتامین آ و دی         | ۳۶۲               |
| شیر بدون چربی، خشک (پودر)، فوری (instant)، بدون افرودنی ویتامین آ و دی | ۳۵۸               |
| پنیر ادامر                                                             | ۳۵۷               |
| پنیر گودا                                                              | ۳۵۶               |
| آب‌پنیر شیرین، خشک شده                                                  | ۳۵۳               |
| بلوچیز                                                                 | ۳۵۳               |
| پنیر خامه‌ای                                                            | ۳۵۰               |
| آب‌پنیر ترش، خشک شده                                                    | ۳۳۹               |
| خامه نارگیل (مایع چلانده شده از گوشت رنده شده نارگیل)                  | ۳۳۰               |
| پنیر کامامبر                                                           | ۳۰۰               |
| پنیر موتزارلا تهیه شده با شیر کامل                                     | ۲۹۹               |
| پنیر فتا                                                               | ۲۶۵               |
| شیر نارگیل طبیعی (شیر چلانده شده از مایع و گوشت رنده شده نارگیل)       | ۲۳۰               |
| بستنی شکلاتی                                                           | ۲۱۶               |
| بستنی وانیلی                                                           | ۲۰۷               |
| خامه ترش، پرورشی                                                       | ۱۹۸               |
| بستنی توت‌فرنگی                                                         | ۱۹۲               |
| پنیر آمریکایی پاستوریزه کم‌چرب                                          | ۱۸۰               |
| پنیر سوئیسی کم چرب                                                     | ۱۷۹               |
| پنیر ریکوتا، تهیه شده با شیر کامل                                      | ۱۵۰               |
| پنیر موتزارلا، بدون چربی                                               | ۱۴۱               |
| خامه ترش، لایت                                                         | ۱۳۶               |
| پنیر آمریکایی بی‌چرب                                                    | ۱۲۶               |
| شیر گوسفند                                                             | ۱۰۸               |
| پنیر کوتاژ خامه‌ای                                                      | ۹۸                |
| شیر گاومیش هندی                                                        | ۹۷                |
| ماست یونانی تهیه شده از شیر کامل                                       | ۹۷                |
| شیر کاکائو از شیر کامل، کارخانه‌ای، غنی شده با ویتامین آ و دی           | ۸۳                |
| پنیر کوتاژ کم‌چرب، دو درصد چربی                                         | ۸۱                |
| شیر، نوشیدنی شکلات، کاکائو داغ، خانگی                                  | ۷۷                |
| شیر کاکائو کم‌چرب، کارخانه‌ای، غنی شده با ویتامین آ و دی                 | ۷۶                |
| ماست یونانی کم چرب                                                     | ۷۳                |
| پنیر کوتاژ کم‌چرب، یک درصد چربی                                         | ۷۲                |
| مایه جایگزین خامه، لایت                                                | ۷۱                |
| شیر انسان                                                              | ۷۰                |
| شیر بز، غنی شده با ویتامین دی                                          | ۶۹                |
| شیر کاکائو بدون چربی، غنی شده با ویتامین آ و دی                        | ۶۷                |
| شیرکاکائو کم چربی، غنی شده با ویتامین آ و دی                           | ۶۴                |
| ماست ساده کم‌چرب                                                        | ۶۳                |
| شیر کاکائو سویا، بدون مواد افزودنی                                     | ۶۳                |
| ماست ساده، تهیه شده از شیر کامل                                        | ۶۱                |
| شیر با چربی کامل (۳/۲ درصد چربی)                                       | ۶۱                |
| شیر با چربی کامل (۳/۲ درصد چربی)، غنی شده با ویتامین دی                | ۶۱                |
| شیر کم سدیم                                                            | ۶۱                |
| ماست یونانی بدون چربی                                                  | ۵۹                |
| ماست ساده بدون چربی                                                    | ۵۶                |
| شیر سویا، اورجینال و وانیلی، بدون مواد افزودنی                         | ۵۴                |
| شیر دو درصد چربی                                                       | ۵۰                |
| شیر دو درصد چربی، غنی شده با ویتامین آ و دی                            | ۵۰                |
| کفیر ساده کم چرب، برند لایف‌وی (LIFEWAY)                                | ۴۳                |
| شیر یک درصد چربی                                                       | ۴۲                |
| شیر یک درصد چربی، غنی شده با ویتامین آ و دی                            | ۴۲                |
| شیر بدون چربی                                                          | ۳۵                |
| شیر بدون چربی، غنی شده با ویتامین آ و دی                               | ۳۴                |

## تخم ماکیان
| ماده غذایی (۱۰۰ گرم)                  | انرژی (کیلوکالری) |
| ------------------------------------- | ----------------- |
| زرده تخم‌مرغ، خشک شده                  | ۶۶۹               |
| تخم‌مرغ کامل، خشک شده                  | ۵۹۲               |
| پودر جانشین تخم‌مرغ                    | ۴۴۴               |
| سفیده تخم‌مرغ، خشک شده                 | ۳۸۲               |
| زرده تخم مرغ، خام                     | ۳۲۲               |
| تخم‌مرغ کامل، سرخ‌شده                   | ۱۹۶               |
| تخم اردک، خام                         | ۱۸۵               |
| تخم غاز، خام                          | ۱۸۵               |
| تخم بوقلمون، خام                      | ۱۷۱               |
| تخم بلدرچین، خام                      | ۱۵۸               |
| تخم‌مرغ کامل، آب‌پز سفت (Hard Boiled)   | ۱۵۵               |
| تخم‌مرغ کامل، پخته به روش املت         | ۱۵۴               |
| تخم‌مرغ کامل، پخته به روش تخم‌مرغ هم‌زده | ۱۴۹               |
| تخم‌مرغ کامل، پخته به روش تنگاب‌پز      | ۱۴۳               |
| تخم‌مرغ کامل، خام                      | ۱۴۳               |
| سفیده تخم‌مرغ، خام                     | ۵۲                |

## خشکبار
| ماده غذایی (۱۰۰ گرم)                      | انرژی (کیلوکالری) |
| ----------------------------------------- | ----------------- |
| دانه کاج خشک‌شده                           | ۶۷۳               |
| گردو                                      | ۶۵۴               |
| فندق، برشته‌شده به روش خشک                 | ۶۴۶               |
| فندق                                      | ۶۲۸               |
| گردو سیاه، خشک‌شده                         | ۶۱۹               |
| بادام، برشته‌شده با روغن                   | ۶۰۷               |
| بادام زمینی، برشته‌شده با روغن             | ۵۹۹               |
| بادام، برشته‌شده به روش خشک                | ۵۹۸               |
| تخمه آفتاب‌گردان، مغز، برشته‌شده با روغن    | ۵۹۲               |
| بادام زمینی، برشته‌شده به روش خشک          | ۵۸۷               |
| تخمه آفتاب‌گردان، مغز، خشک‌شده              | ۵۸۴               |
| تخمه آفتاب‌گردان، مغز، برشته‌شده به روش خشک | ۵۸۲               |
| بادام هندی، برشته‌شده با روغن              | ۵۸۰               |
| بادام                                     | ۵۷۹               |
| تخم‌کدو نمکی، مغز، برشته‌شده                | ۵۷۴               |
| بادام هندی، برشته‌شده به روش خشک           | ۵۷۴               |
| دانه کنجد کامل، خشک‌شده                    | ۵۷۳               |
| پسته، برشته‌شده به روش خشک                 | ۵۷۲               |
| بادام زمینی                               | ۵۶۷               |
| دانه کنجد کامل، برشته‌شده                  | ۵۶۵               |
| پسته خام                                  | ۵۶۰               |
| تخم‌کدو، مغز، خشک‌شده                       | ۵۵۹               |
| تخم هندوانه، مغز، خشک‌شده                  | ۵۵۷               |
| بادام هندی خام                            | ۵۵۳               |
| تخم کتان                                  | ۵۳۴               |
| تخم کدو کامل، برشته‌شده                    | ۴۴۶               |
| بادام زمینی، پخته به روش آب‌پز             | ۳۱۸               |
| کشمش طلایی رنگ، بی‌دانه                    | ۳۰۱               |
| کشمش سیاه بی‌دانه                          | ۲۹۹               |
| انجیر خشک‌شده                              | ۲۴۹               |
| شاه‌بلوط اروپایی، برشته‌شده                 | ۲۴۵               |
| آلو بخارا، نپخته                          | ۲۴۰               |
| شاه‌بلوط اروپایی، خام، بی‌پوست              | ۱۹۶               |

## حبوبات
| ماده غذایی (۱۰۰ گرم)                  | انرژی (کیلوکالری) |
| ------------------------------------- | ----------------- |
| سویا، تفت داده شده، فاقد نمک افزودنی  | ۴۶۹               |
| سویا، تفت داده شده به صورت خشک        | ۴۴۹               |
| سویا، خام                             | ۴۴۶               |
| سویا پخته، آب‌پز، بی نمک               | ۱۷۲               |
| نخود پخته، آب‌پز                       | ۱۶۴               |
| لوبیا چیتی پخته، آب‌پز                 | ۱۴۳               |
| لوبیا سفید کوچک پخته، آب‌پز            | ۱۴۲               |
| لوبیا سفید ریز (Navy bean) پخته، آب‌پز | ۱۴۰               |
| لوبیا سفید پخته، آب‌پز                 | ۱۳۹               |
| لوبیا سیاه پخته، آب‌پز                 | ۱۳۲               |
| لوبیا سیاه لاک‌پشتی پخته، آب‌پز         | ۱۳۰               |
| لوبیا قرمز پخته، آب‌پز                 | ۱۲۷               |
| لپه پخته، آب‌پز                        | ۱۱۸               |
| لوبیا چشم‌بلبلی پخته، آب‌پز             | ۱۱۶               |
| عدس پخته، آب‌پز                        | ۱۱۶               |
| ماش پخته، آب‌پز                        | ۱۰۵               |

## غلات و مواد غذایی مرتبط
| ماده غذایی (۱۰۰ گرم)                          | انرژی (کیلوکالری) |
| --------------------------------------------- | ----------------- |
| آرد کنجد، پرچرب                               | ۵۲۶               |
| آرد سویا، پرچرب                               | ۴۳۴               |
| آرد جو دوسر                                   | ۴۰۴               |
| جو دوسر                                       | ۳۸۹               |
| آرد نخودچی                                    | ۳۸۷               |
| آرد سویا، کم‌چرب                               | ۳۷۲               |
| آرد برنج سفید                                 | ۳۶۶               |
| آرد برنج قهوه‌ای                               | ۳۶۳               |
| آرد مالت جو                                   | ۳۶۱               |
| آرد ذرت سفید تهیه شده از دانه کامل ذرت        | ۳۶۱               |
| آرد ذرت زرد تهیه شده از دانه کامل ذرت         | ۳۶۱               |
| گیاهک گندم (آرد جوانه گندم)، خام              | ۳۶۰               |
| آرد سیب‌زمینی                                  | ۳۵۷               |
| جو پوست کنده                                  | ۳۵۴               |
| آرد جو                                        | ۳۴۵               |
| آرد گندم از دانه کامل                         | ۳۴۰               |
| گندم دوروم                                    | ۳۳۹               |
| آرد کنجد، کم چرب                              | ۳۳۳               |
| آرد سویا، فاقد چربی                           | ۳۲۷               |
| سبوس برنج، خام                                | ۳۱۶               |
| سبوس جو دوسر                                  | ۲۴۶               |
| سبوس گندم، خام                                | ۲۱۶               |
| پاستای غنی شده، پخته بدون نمک افزودنی         | ۱۵۸               |
| پاستای غنی شده، پخته شده همراه با نمک افزودنی | ۱۵۷               |
| برنج سفید دانه بلند معمولی، غنی نشده، پخته    | ۱۳۰               |
| برنج سفید دانه بلند معمولی، غنی شده، پخته     | ۱۳۰               |
| برنج سفید دانه متوسط، غنی نشده، پخته          | ۱۳۰               |
| برنج سفید دانه متوسط، غنی شده، پخته           | ۱۳۰               |
| برنج سفید دانه کوتاه، غنی نشده، پخته          | ۱۳۰               |
| برنج سفید دانه کوتاه، غنی شده، پخته           | ۱۳۰               |
| ماکارونی سبزیجات غنی شده، پخته                | ۱۲۸               |
| برنج قهوه‌ای دانه بلند، پخته                   | ۱۲۳               |
| برنج قهوه‌ای دانه متوسط، پخته                  | ۱۱۲               |
| نودل برنج، پخته                               | ۱۰۸               |
| بلغور، پخته                                   | ۸۳                |
| سبوس جو دوسر، پخته                            | ۴۰                |

## میوه
| ماده غذایی (۱۰۰ گرم)                                         | انرژی (کیلوکالری) |
| ------------------------------------------------------------ | ----------------- |
| نارگیل، قسمت گوشتی، خشکشده                                   | ۶۶۰               |
| نارگیل، قسمت گوشتی                                           | ۳۵۴               |
| تمر هندی                                                     | ۲۳۹               |
| آووکادو                                                      | ۱۶۰               |
| دوریان                                                       | ۱۴۷               |
| زیتون کنسروی (اندازه زیتون کوچک تا خیلی بزرگ)                | ۱۱۶               |
| موز                                                          | ۸۹                |
| انار                                                         | ۸۳                |
| عناب                                                         | ۷۹                |
| انجیر                                                        | ۷۴                |
| کام‌کوات                                                      | ۷۱                |
| خرمالوی ژاپنی                                                | ۷۰                |
| انگور قرمز یا سبز، (نوع اروپایی همانند انگور بیدانه تامپسون) | ۶۹                |
| سرخالو                                                       | ۶۶                |
| انگورفرنگی سیاه                                              | ۶۳                |
| گیلاس شیرین                                                  | ۶۳                |
| کیوی سبز                                                     | ۶۱                |
| انبه                                                         | ۶۰                |
| بلوبری                                                       | ۵۷                |
| به                                                           | ۵۷                |
| گلابی                                                        | ۵۷                |
| نارنگی                                                       | ۵۳                |
| سیب باپوست                                                   | ۵۲                |
| تمشک                                                         | ۵۲                |
| آلبالو                                                       | ۵۰                |
| آناناس                                                       | ۵۰                |
| زردآلو                                                       | ۴۸                |
| سیب بی‌پوست                                                   | ۴۸                |
| پرتقال                                                       | ۴۷                |
| ازگیل ژاپنی                                                  | ۴۷                |
| کرنبری                                                       | ۴۶                |
| آلو                                                          | ۴۶                |
| شلیل                                                         | ۴۴                |
| توت                                                          | ۴۳                |
| تمشک سیاه                                                    | ۴۳                |
| پاپایا                                                       | ۴۳                |
| گریپ‌فروت صورتی و قرمز                                        | ۴۲                |
| گلابی آسیایی                                                 | ۴۲                |
| هلو زرد                                                      | ۳۹                |
| دارابی                                                       | ۳۸                |
| طالبی                                                        | ۳۶                |
| گرمک                                                         | ۳۴                |
| گریپ‌فروت، سفید                                               | ۳۳                |
| توت‌فرنگی                                                     | ۳۲                |
| هندوانه                                                      | ۳۰                |
| لیموی شیراز                                                  | ۳۰                |
| لیموترش بدون پوست                                            | ۲۹                |
| خیار با پوست                                                 | ۱۵                |
| خیار بی‌پوست                                                  | ۱۰                |

## سبزی و صیفی جات
| ماده غذایی (۱۰۰ گرم)                                      | انرژی (کیلوکالری) |
| --------------------------------------------------------- | ----------------- |
| دانه ذرت زرد                                              | ۳۶۵               |
| سیر خام                                                   | ۱۴۹               |
| دانه سویا سبز، پخته به روش آب‌پز                           | ۱۴۱               |
| فلفل دلمه‌ای قرمز، تفت داده شده                            | ۱۳۳               |
| رزماری تازه، برگ                                          | ۱۳۱               |
| جوانه نخود فرنگی، خام                                     | ۱۲۴               |
| پیاز زرد تفت داده شده                                     | ۱۲۳               |
| لوبیا لیما، پخته به روش آب‌پز                              | ۱۲۳               |
| جوانه سویا، خام                                           | ۱۲۲               |
| فلفل دلمه‌ای سبز، تفت داده شده                             | ۱۱۶               |
| سیب‌زمینی هندی، پخته به روش آب‌پز یا تنوری                  | ۱۱۶               |
| باقلا، پخته به روش آب‌پز                                   | ۱۱۰               |
| جوانه عدس، خام                                            | ۱۰۶               |
| جوانه عدس، پخته به روش سرخ شده سریع در روغن               | ۱۰۱               |
| سیب‌زمینی بدون پوست، پخته شده توسط مایکروویو با پوست       | ۱۰۰               |
| ذرت شیرین زرد، پخته به روش آب‌پز                           | ۹۶                |
| سیب‌زمینی، پوست قهوه‌ای (Russet)، پخته به روش تنوری با پوست | ۹۵                |
| سیب‌زمینی بدون پوست، پخته به روش تنوری                     | ۹۳                |
| برگ مو                                                    | ۹۳                |
| سیب‌زمینی سفید، پخته به روش تنوری با پوست                  | ۹۲                |
| سیب‌زمینی شیرین بدون پوست، پخته به روش تنوری با پوست       | ۹۰                |
| سیب‌زمینی قرمز، پخته به روش تنوری با پوست                  | ۸۷                |
| سیب‌زمینی بدون پوست، پخته به روش آب‌پز با پوست              | ۸۷                |
| سیب‌زمینی بدون پوست، پخته به روش آب‌پز                      | ۸۶                |
| ذرت شیرین زرد خام                                         | ۸۶                |
| نخود فرنگی سبز، پخته به روش آب‌پز                          | ۸۴                |
| نخود فرنگی سبز خام                                        | ۸۱                |
| جوانه سویا، پخته به روش بخارپز                            | ۸۱                |
| گوجه‌فرنگی، پخته به روش خورشتی                             | ۷۹                |
| جوانه لوبیای ناوی (سفید ریز)، پخته به روش آب‌پز            | ۷۸                |
| سیب‌زمینی شیرین، پخته به روش آب‌پز                          | ۷۶                |
| شالت خام                                                  | ۷۲                |
| باقلای نارس، خام                                          | ۷۲                |
| نعناع فلفلی تازه                                          | ۷۰                |
| جوانه لوبیای ناوی (سفید ریز) خام                          | ۶۷                |
| باقلای نارس، پخته به روش آب‌پز                             | ۶۲                |
| تره‌فرنگی، خام                                             | ۶۱                |
| قارچ شیتاکه پخته شده                                      | ۵۶                |
| کنگرفرنگی، پخته به روش آب‌پز                               | ۵۳                |
| کنگر فرنگی خام                                            | ۴۷                |
| نعنای دشتی                                                | ۴۴                |
| چغندر (Beet)، پخته به روش آب‌پز                            | ۴۴                |
| پیاز، پخته به روش آب‌پز                                    | ۴۴                |
| شوید                                                      | ۴۳                |
| کلم فندقی خام                                             | ۴۳                |
| هویج خام                                                  | ۴۱                |
| پیاز خام                                                  | ۴۰                |
| فلفل خیلی تند سبز خام                                     | ۴۰                |
| فلفل خیلی تند قرمز خام                                    | ۴۰                |
| قارچ شیتاکه، پخته به روش سرخ شده سریع در روغن             | ۳۹                |
| شلغم زرد خام                                              | ۳۷                |
| کلم فندقی، پخته به روش آب‌پز                               | ۳۶                |
| جعفری تازه                                                | ۳۶                |
| هویج، پخته به روش آب‌پز                                    | ۳۵                |
| بادنجان، پخته به روش آب‌پز                                 | ۳۵                |
| لوبیا سبز، پخته به روش آب‌پز                               | ۳۵                |
| کلم بروکلی پخته به روش آب‌پز                               | ۳۵                |
| کلم بروکلی خام                                            | ۳۴                |
| قارچ شیتاکه خام                                           | ۳۴                |
| قارچ صدفی خام                                             | ۳۳                |
| کولارد پخته به روش آب‌پز                                   | ۳۳                |
| کولارد خام                                                | ۳۲                |
| شاهی خام                                                  | ۳۲                |
| برگ شلغم (Turnip greens) خام                              | ۳۲                |
| پیازچه خام                                                | ۳۲                |
| لوبیا سبز خام                                             | ۳۱                |
| تره‌فرنگی، پخته به روش آب‌پز                                | ۳۱                |
| کلم قرمز خام                                              | ۳۱                |
| جوانه ماش خام                                             | ۳۰                |
| شلغم زرد، پخته به روش آب‌پز                                | ۳۰                |
| کلم قرمز، پخته به روش آب‌پز                                | ۲۹                |
| قارچ پورتابلا، پخته به روش کبابی گریل شده                 | ۲۹                |
| کلم قمری، پخته به روش آب‌پز                                | ۲۹                |
| شلغم خام                                                  | ۲۸                |
| فلفل دلمه‌ای سبز، پخته به روش آب‌پز                         | ۲۸                |
| قارچ سفید، پخته به روش آب‌پز                               | ۲۸                |
| کلم قمری خام                                              | ۲۷                |
| کلم ساوی خام                                              | ۲۷                |
| برگ چغندر (Beet greens)، پخته به روش آب‌پز                 | ۲۷                |
| خردل چینی خام                                             | ۲۷                |
| قارچ سفید، پخته به روش سرخ شده سریع در روغن               | ۲۶                |
| فلفل دلمه‌ای قرمز خام                                      | ۲۶                |
| خردل چینی، پخته به روش آب‌پز                               | ۲۶                |
| کلم‌پیچ خام                                                | ۲۵                |
| کلم بروکلی راب، پخته شده                                  | ۲۵                |
| گل کلم خام                                                | ۲۵                |
| کلم ساوی، پخته به روش آب‌پز                                | ۲۴                |
| گل کلم، پخته به روش آب‌پز                                  | ۲۳                |
| ریحان تازه                                                | ۲۳                |
| اسفناج خام                                                | ۲۳                |
| اسفناج پخته به روش آب‌پز                                   | ۲۳                |
| برگ کاسنی (Chicory greens) خام                            | ۲۳                |
| جوانه یونجه، خام                                          | ۲۳                |
| شاهی، پخته به روش آب‌پز                                    | ۲۳                |
| کلم‌پیچ، پخته به روش آب‌پز                                  | ۲۳                |
| برگ گشنیز خام                                             | ۲۳                |
| بامیه، پخته به روش آب‌پز                                   | ۲۲                |
| شلغم، پخته به روش آب‌پز                                    | ۲۲                |
| کلم بروکلی راب خام                                        | ۲۲                |
| برگ چغندر خام                                             | ۲۲                |
| قارچ سفید خام                                             | ۲۲                |
| قارچ پورتابلا خام                                         | ۲۲                |
| کوماتسونا خام                                             | ۲۲                |
| مارچوبه، پخته به روش آب‌پز                                 | ۲۲                |
| جوانه ماش، پخته به روش آب‌پز                               | ۲۱                |
| ریواس خام                                                 | ۲۱                |
| برگ شلغم، پخته به روش آب‌پز                                | ۲۰                |
| برگ چغندر سوییسی، پخته به روش آب‌پز                        | ۲۰                |
| فلفل دلمه‌ای سبز خام                                       | ۲۰                |
| کدو تنبل، پخته به روش آب‌پز                                | ۲۰                |
| مارچوبه خام                                               | ۲۰                |
| برگ چغندر سوییسی خام                                      | ۱۹                |
| ترب سفید خام                                              | ۱۸                |
| کرفس، پخته به روش آب‌پز                                    | ۱۸                |
| گوجه‌فرنگی قرمز خام                                        | ۱۸                |
| گوجه‌فرنگی قرمز پخته                                       | ۱۸                |
| ترب سفید پخته به روش آب‌پز                                 | ۱۷                |
| کاهوی رومی خام                                            | ۱۷                |
| تربچه خام                                                 | ۱۶                |
| کوماتسونا، پخته به روش آب‌پز                               | ۱۶                |
| کدو سبز، پخته به روش آب‌پز با پوست                         | ۱۵                |
| کاهو برگ سبز (green leaf) خام                             | ۱۵                |
| کرفس خام                                                  | ۱۴                |
| کاهو آیس‌برگ (icebearg) خام                                | ۱۴                |
| کاهو باترهد (butterhead) خام                              | ۱۳                |
| کلم‌برگ چینی (پاک‌چوی) خام                                  | ۱۳                |
| کاهو برگ قرمز (red leaf) خام                              | ۱۳                |
| کلم‌برگ چینی (پاک‌چوی)، پخته به روش آب‌پز                    | ۱۲                |

## نان
| ماده غذایی (۱۰۰ گرم)              | انرژی (کیلوکالری) |
| --------------------------------- | ----------------- |
| فرانسوی برشته شده (دارای خمیرترش) | ۳۱۹               |
| گندم، برشته شده                   | ۳۱۳               |
| تورتیا گندم کامل                  | ۳۱۰               |
| گندم کامل کارخانه‌ای، برشته شده    | ۳۰۶               |
| جو دوسر، برشته شده                | ۲۹۲               |
| چاودار، برشته شده                 | ۲۸۴               |
| بیگل تخم مرغی                     | ۲۷۸               |
| پیتا، سفید، غنی نشده              | ۲۷۵               |
| پومپرنیکل، برشته شده              | ۲۷۵               |
| گندم                              | ۲۷۴               |
| بیگل دارچین و کشمش                | ۲۷۴               |
| فرانسوی (دارای خمیرترش)           | ۲۷۲               |
| جو دوسر                           | ۲۶۹               |
| پیتا گندم کامل                    | ۲۶۲               |
| چاودار                            | ۲۵۹               |
| سبوس جو، برشته شده                | ۲۵۹               |
| بیگل سبوس جو                      | ۲۵۵               |
| گندم کامل کارخانه‌ای               | ۲۵۲               |
| پومپرنیکل                         | ۲۵۰               |
| سبوس گندم                         | ۲۴۸               |
| سبوس برنج                         | ۲۴۳               |
| سبوس جو                           | ۲۳۶               |

## ادویه
| ماده غذایی (۱۰۰ گرم) | انرژی (کیلوکالری) |
| -------------------- | ----------------- |
| پودر جوز هندی        | ۵۲۵               |
| دانه زیره سبز        | ۳۷۵               |
| پودر زنجبیل          | ۳۳۵               |
| دانه زیره سیاه       | ۳۳۳               |
| رزماری، خشک‌شده       | ۳۳۱               |
| پودر سیر             | ۳۳۱               |
| پودر کاری            | ۳۲۵               |
| فلفل قرمز            | ۳۱۸               |
| برگ‌بو، خشک‌شده        | ۳۱۳               |
| پودر زردچوبه         | ۳۱۲               |
| هل                   | ۳۱۱               |
| زعفران               | ۳۱۰               |
| فلفل سفید            | ۲۹۶               |
| ترخون، خشک‌شده        | ۲۹۵               |
| جعفری، خشک‌شده        | ۲۹۲               |
| نعنای دشتی، خشک‌شده   | ۲۸۵               |
| پاپریکا              | ۲۸۲               |
| برگ گشنیز، خشک‌شده    | ۲۷۹               |
| آویشن، خشک‌شده        | ۲۷۶               |
| پودر میخک            | ۲۷۴               |
| مرزنگوش، خشک‌شده      | ۲۷۱               |
| شوید، خشک‌شده         | ۲۵۳               |
| فلفل سیاه            | ۲۵۱               |
| پودر دارچین          | ۲۴۷               |
| ریحان، خشک‌شده        | ۲۳۳               |